# Dicranomyia kronei
Dicranomyia kronei là một loài ruồi trong họ Limoniidae. Chúng phân bố ở miền Australasia.